# Rafael Guerrero García
Rafael Guerrero García (Almería 1884-1961) pertenece a los artistas almerienses de la primera década del siglo XX. Comenzó a pintar el año 1904. Destacó en trabajos de escenografía y como cartelista.
El Presidente de la Compañía de los Caminos de Hierro del Sur de España, Ivo Bosch, le concedió una beca para que estudiara en París. Obtuvo en 1905 la tercera medalla en la Exposición Regional de Bellas Artes de Madrid. Participó en varias exposiciones regionales y fuera de España donde obtuvo varios premios y diplomas. Su cuadro titulado "El jardín de Medina" lo adquirió el Rey de España Alfonso XIII y fue colocado en el Salón de Embajadores del Palacio Real.
Su tema más representativo es el paisaje al natural (paisajes de Almería, rincones típicos, vistas de la Alcazaba de Almería, cortijos y parrales) donde capta la luz y el colorido de su tierra.